# 根本原因分析
在科学和工程学中，根本原因分析（英語：root cause analysis，RCA）是一种解决问题的方法，用于识别故障或问题的根本原因。它广泛应用于IT运营、制造、电信、工业过程控制、事故分析（如航空、鐵路運輸或核电站）、医学（用于诊断）、醫療衛生產業（如用于流行病学）等。根本原因分析是演绎推理的一种形式，因为它需要了解潜在根本原因和问题的潜在因果机制。
RCA可以分解为四个步骤：
- 清晰地识别和描述问题
- 建立从正常情况到问题发生的时间线
- 区分根本原因和其他因果因素（例如使用事件关联性（英语：Event correlation））
- 在根本原因和问题之间建立因果图（英语：Causal graph）

RCA通常用作补救过程的输入，据此采取纠正措施以防止问题再次发生。这种过程的名称因应用领域而异。根据ISO/IEC 31010，RCA可包括“五个为什么”、失效模式与影响分析（FMEA）、故障樹分析、石川图和帕累托分析法。

## 定义
在科学和工程中，基本上有两种修复故障和解决问题的方法。
反应性管理包括在问题发生后通过处理症状而迅速做出反应。这种类型的管理通过反应系统、自适应系统、自组织系统和复杂自适应系统实施。其目标是尽快做出反应并减轻问题的影响。
主动性管理则与之相反，包括防止问题发生。许多技术均可用于此目的：从设计中的良好实践，到详细分析已经发生的问题并采取措施确保它们不再发生。其中，速度不如诊断的准确度和精确度重要。其重点是解决问题的真正原因，而不是其影响。
根本原因分析常用于前瞻性管理，以确定问题的根本原因，即导致问题的因素。尽管英文中习惯以单数形式提及“根本原因”（root cause），但根本原因可能是单个的，也可能是多个的。
如果移除某个因素就能防止问题再次发生，则该因素会被认为是问题的“根本原因”。相反，“因果因素”是影响事件/事件结果但不是根本原因的促成行为。尽管消除因果因素可以使结果好转，但未必能够防止其再次发生。